# 28341 Bingaman
28341 Bingaman è un asteroide della fascia principale. Scoperto nel 1999, presenta un'orbita caratterizzata da un semiasse maggiore pari a 2,9019638 au e da un'eccentricità di 0,0212163, inclinata di 2,99631° rispetto all'eclittica.
L'asteroide è dedicato all'artista statunitense Kory Bingaman.